# HMS Halcyon (J42)
Pour les autres navires du même nom, voir HMS Halcyon.
Le HMS Halcyon (pennant number J42) est un dragueur de mines, navire de tête de la classe Halcyon construit pour la Royal Navy dans les années 1930 et utilisé pendant la Seconde Guerre mondiale

## Construction
Le Halcyon est commandé le 3 novembre 1932 pour le chantier naval de John Brown Shipbuilding & Engineering Company Ltd. de Clydebank en Écosse sous le numéro 536. La pose de la quille est effectuée le 27 mars 1933, le Halcyon est lancé le 20 décembre 1933 et mis en service le 18 avril 1934.
Le HMS Halcyon (J42) est le premier des 21 navires de la classe Halcyon à être construit.
La classe Halcyon est conçue pour remplacer la classe Hunt précédente et varie en taille et en propulsion en fonction de sa construction.
Les premiers Halcyon dont fait partie ce navire déplacent 828 t à charge standard et 1 392 t à pleine charge. Les navires ont une longueur totale de 74,9 m, un maître-bau de 10,21 m et un tirant d'eau de 2,7 m.
Ils sont propulsés par deux moteurs à vapeur à expansion verticale, chacun entraînant un arbre, utilisant la vapeur fournie par deux chaudières à trois cylindres Admiralty. Les moteurs produisent un total de 1 770 ch  (2 400 kW) et donnent une vitesse maximale de 16,5 nœuds (30,6 km/h). Le Halcyon transporte au maximum 247 t de mazout, ce qui lui donne un rayon d'action de 7 200 milles marins (13 300 km) à 10 nœuds (19 km/h).  L'effectif du navire est composé de 80 officiers et hommes d'équipage.
La classe Halcyon est armée de deux canons de marine de 4 pouces QF Mk V (102 mm); le canon avant est dans une monture à angle élevé tandis que le canon arrière est dans une monture à angle faible. Elle est également équipée de huit mitrailleuses Lewis de .303 British (7,7 mm). Plus tard dans sa carrière, le support arrière de 4 pouces est retiré, tout comme la plupart des mitrailleuses .303, un support quadruple pour les mitrailleuses Vickers de 12,7 mm est rajouté, tout comme jusqu'à quatre supports simples ou doubles pour les canons antiaérien Oerlikon de 20 mm. Pour le travail d'escorte, son équipement de dragage de mines pouvait être échangé contre environ 40 charges de profondeur.

## Histoire
Après sa mise en service le 18 avril 1934, le Halcyon passe une grande partie des années avant guerre à Portland et à Alexandrie en Méditerranée à effectuer des essais avec d'autres navires de la même classe.

### Seconde Guerre mondiale
Il commence sa carrière de guerre à Harwich, à la recherche de mines dans la Manche. Lors de l'évacuation de Dunkerque en 1940 pendant l'opération Dynamo, il transporte 2 271 soldats jusqu'à ce qu'il doive être retiré de la zone en raison des dommages consécutifs à une attaque aérienne. C'est à Dunkerque que deux membres d'équipage sont tués, les seules victimes de Halcyon pendant la guerre.
Après des réparations, le Halcyon revient au déminage au large de la côte Est où il est soumis à une attaque aérienne presque quotidiennement. Il est gravement endommagé par une explosion de mine en septembre 1940, sa tige de détection est encore sous l'eau au moment de sa mise en cale sèche. Les réparations durent jusqu'en juillet 1941. Le Halcyon part alors pour l'Islande où il assure la protection anti-sous-marine. Forte de cette expérience, il part ensuite pour le nord de la Russie avec le premier convoi à se rendre à Arkhangelsk. Il reste dans le nord de la Russie pour garder les ports à l'écart des mines et pour escorter les convois entrants et sortants. De retour au Royaume-Uni en octobre 1941, il est équipé pour le service dans l'Arctique à Londres. En décembre 1941, il navigue avec trois autres navires-jumeaux (sister-ship) dans le cadre de l'opération Anklet, le débarquement de commandos sur les îles Lofoten. Alors qu'il navigue avec le convoi PQ 8, des dommages sur son arbre tribord et de graves dommages structurels lors d'une tempête l'obligent à retourner à Aberdeen pour des réparations.
À la fin des réparations en juin 1942, le Halcyon navigue avec le convoi PQ 17 pour la Russie. Lorsque le convoi reçoit l'ordre de se disperser, il lui est ordonné de naviguer avec le Palomares (F98) et de se diriger vers un abri sur l'île de Nouvelle-Zemble. Le 6 juillet, il confond son navire-jumeau Salamander (J86) avec un destroyer allemand qui est signalé dans la région et ouvre le feu. La signalisation effrénée du mât du Salamander permet rapidement de corriger l'erreur. Rencontrant d'autres navires du convoi, ils se sont frayé un chemin vers Arkhangelsk, mais sont immédiatement repartis à la recherche de survivants.
Le Halcyon reste dans le nord de la Russie où il exerce diverses fonctions jusqu'à son retour au Royaume-Uni en novembre 1942 avec le convoi QP 15. Il rencontre des vents de force d'un ouragan qu'il affronte avec une détermination qui attire l'admiration du contre-amiral Hamilton qui écrira plus tard: « Même en échangeant les quelques signaux que j'avais eus d'abord avec le Salamander et maintenant avec le Halcyon, je ne pouvais qu'être impressionné par la manière joyeuse avec laquelle ces très petits navires faisaient face à leurs difficultés. Avec si peu de réserve de vitesse, les conditions dans ces navires devaient être encore pires que dans un destroyer. Le Halcyon a dû se demander plus d'une fois ce qui s'est passé lorsque son carburant a cédé dans une position dont il n'était pas sûr; et je voudrais exprimer mon admiration pour la manière dont ces petits navires accomplissent leur travail vital, ardu et peu glorieux. »
Le Halcyon navigue directement à Milford Haven en décembre 1942 pour un carénage bien nécessaire. Il passe ensuite la majeure partie de 1943 à escorter des navires en Islande, au Royaume-Uni, à Londonderry et à Gibraltar. En novembre, il revient une fois de plus en Russie du Nord avec le convoi JW 54B, retournant à Scapa Flow en février 1944.
En mars 1944, Il rejoint ses navires-jumeaux dans la 1re Flottille de dragueurs de mines (1MSF) et commence des exercices de préparation pour le jour J. Le jour J, il effectue des recherches de mines devant les navires d'assaut à Sword Beach le long du canal 9, puis élargie sa  zone de recherche pour fournir une protection contre les attaques ennemis pendant la nuit. Le 20 août, le Halcyon retourne à Londres pour un réaménagement, achevé le 23 novembre. Il réalise ensuite des déminages à Anvers et en mer du Nord à Harwich.

### Après-guerre
Après une longue série de réparations, le Halcyon est finalement autorisé à entrer dans la Réserve en mai 1946. Il est vendu le 19 avril 1950 à BISCo et remorqué le 28 du même mois pour être mis au rebut pour démolition par le chantier Ward à Milford Haven.

### Honneurs de bataille
- DUNKIRK 1940
- ARCTIC 1941-42
- NORMANDY 1944

### Participation auxconvois
Le Halcyon a navigué avec les convois suivants au cours de sa carrière:
1. Convoi BK 1S
2. Convoi BK 3S4
3. Convoi Dervish
4. Convoi ETC 35
5. Convoi FTM 27
6. Convoi JW 53
7. Convoi JW 54B
8. Convoi JW 55B
9. Convoi PQ 17
10. Convoi PQ 18
11. Convoi QP 1
12. Convoi QP 14
13. Convoi PQ 15
14. Convoi RA 54A
15. Convoi RA 55B
16. Convoi RA 56

### Commandement
- Commander (Cdr.) (en retraite) Lionel Vavasseur Lloyd (RN) du 15 juin 1939 au 12 octobre 1939
- Commander (Cdr.) St. John Cronyn (RN) du 12 octobre 1939 au 8 avril 1940
- Lieutenant Commander (Lt.Cdr.) John Mark Symonds Cox (RN) du 8 avril 1940 au 30 mai 1940
- Commander (Cdr.) Eric Percival Hinton (RN) du 30 mai 1940 au 15 octobre 1940
- T/Lieutenant (T/Lt.) Harold Harding (RNR) du 15 octobre 1940 au 18 juin 1942
- Lieutenant Commander  (Lt.Cdr.) Colin Henry Corbet-Singleton (RN) du 18 juin 1942 au 2 février 1943
- T/A/Lieutenant Commander (T/A/Lt.Cdr.) Harry Layland Dudley Hoare (RNR) du 2 février 1943 au 12 juillet 1943
- T/A/Lieutenant Commander (T/A/Lt.Cdr.) Leonard Jack Martin (RNVR) du 12 juillet 1943 au 20 mars 1945
- T/A/Lieutenant Commander (T/A/Lt.Cdr.) Edwin Alfred Charles Phillips (RNR) du 20 mars 1945 à fin 1945